# املی کنرادسون
املی کنرادسون (انگلیسی: Emmelie Konradsson؛ زادهٔ ۹ آوریل ۱۹۸۹) بازیکن فوتبال اهل سوئد است.
از باشگاه‌هایی که در آن بازی کرده‌است می‌توان به اومئا آی‌کی اشاره کرد.
وی همچنین در تیم ملی فوتبال زنان سوئد بازی کرده‌است.